# Déluge du Saguenay
Le déluge du Saguenay est le nom donné à une série d'inondations qui ont frappé le Saguenay–Lac-Saint-Jean, la Côte-Nord et Charlevoix, au centre du Québec, du 19 au 21 juillet 1996. Elles sont survenues lorsqu'une importante dépression, chargée d'humidité, venant de la côte Est atlantique, est passée sur le sud du Québec. Ce système a donné de 50 à 100 mm de pluie sur la plupart des régions de la vallée du Saint-Laurent, mais encore plus dans la région montagneuse qui entoure le Saguenay. Elle est la cause de dix morts (dont deux enfants au Saguenay et cinq automobilistes sur la Côte-Nord) et plus de 1,5 milliard  de dollars canadiens de dommages. Les communautés les plus touchées furent Chicoutimi, Jonquière, La Baie, Laterrière et Ferland-et-Boilleau.

## Situation météorologique
Après un printemps et un début d'été frais et pluvieux, surtout les deux semaines avant l'évènement, le sol était saturé d'eau. Dans les régions les plus affectées, les bassins de nombreux barrages hydroélectriques (dont plusieurs avaient des digues secondaires en terre et en roche) étaient pleins.
La situation météorologique synoptique observée du 18 au 21 juillet 1996 était donc peu habituelle en pleine période estivale dans l'est du Canada. Une dépression importante est passée des Grands Lacs vers Montréal, puis est remontée lentement le long des Appalaches vers le golfe du Saint-Laurent. L’intensification explosive du système sur le sud du Québec, puis sur l’État du Maine, fut caractéristique du développement d’une tempête hivernale. L'humidité disponible était également plus importante que la normale à la suite du passage, moins d'une semaine auparavant, des restes de l’ouragan Bertha le long de la côte atlantique.

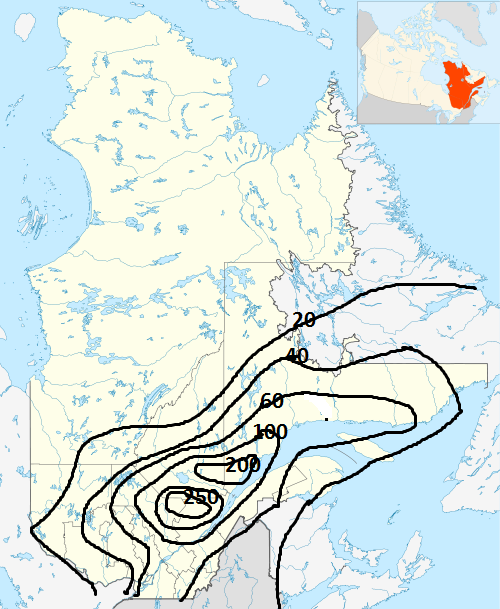
Accumulations de pluie selon Environnement Canada. Les lignes sont en millimètres.

Les principales caractéristiques et les traits thermodynamiques de cette dépression étaient, selon Environnement Canada :
- une trajectoire ayant balayé le sud du Québec ;
- une intensification marquée de la tempête sur le Québec ;
- une décélération importante sur l’État du Maine ;
- une stagnation des zones de précipitations sur le centre et l’est du Québec ;
- un contraste thermique qui n’était pas particulièrement intense au départ, mais qui s’intensifia sur le Québec ;
- une humidité disponible importante ;
- une libération de chaleur latente qui a été le principal moteur du développement ;
- une activité orageuse imbriquée et une orographie qui ont été les composantes principales de la variabilité spatiale des niveaux de pluie enregistrées.

Ce système a donné de 50 à 100 millimètres de pluie sur tout le sud-ouest du Québec. Les quantités ont cependant atteint jusqu'à 275 mm sur les régions avoisinant le Saguenay. Cette dernière quantité correspond approximativement à deux fois ce que la région reçoit au total en un mois de juillet normal. Des axes secondaires de précipitations de moindre intensité ont également été observés en Abitibi et en Estrie. Selon Environnement Canada : « Les analyses de récurrence de précipitations maximales, pour cet événement, démontrent des périodes de retour locales de plus de 100 ans pour plusieurs sites pour lesquels le total de précipitations dépassait 120 mm en 48 heures. D’un point de vue historique canadien, les pluies diluviennes du 18 au 21 juillet 1996 se retrouvent parmi les plus importants événements de pluies abondantes mesurées. »
L'afflux de pluie a surchargé les bassins des barrages. En particulier, le bassin versant du lac Kénogami reçoit 245 mm de pluie (ce qui équivaut à environ une fois et demi la pleine capacité du lac). La quantité d'eau retenue par le  barrage Portage-des-Roches (qui retient habituellement 380 millions de mètres cubes d'eau), à Laterrière, devient dangereusement élevée et force Hydro-Québec à ouvrir au complet les vannes du barrage (plus de 1 200 m3/s sont déversés pour une capacité maximale de 1 820 m3/s), pour éviter qu'il ne cède. Même si les vannes de ces derniers ont été ouvertes, le surplus d'eau a créé des brèches dans certaines digues autour du secteur de Chicoutimi de ville de Saguenay. Les régions de la Côte-Nord ont également reçu des quantités importantes de pluie et subi des inondations.

## Dommages

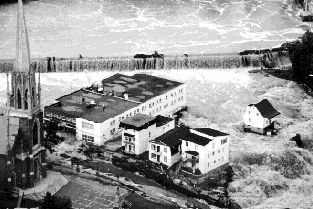
Vue de l'inondation à Chicoutimi par Jeannot Lévesque dans le Magazine Réseau de l'INRS-eau.

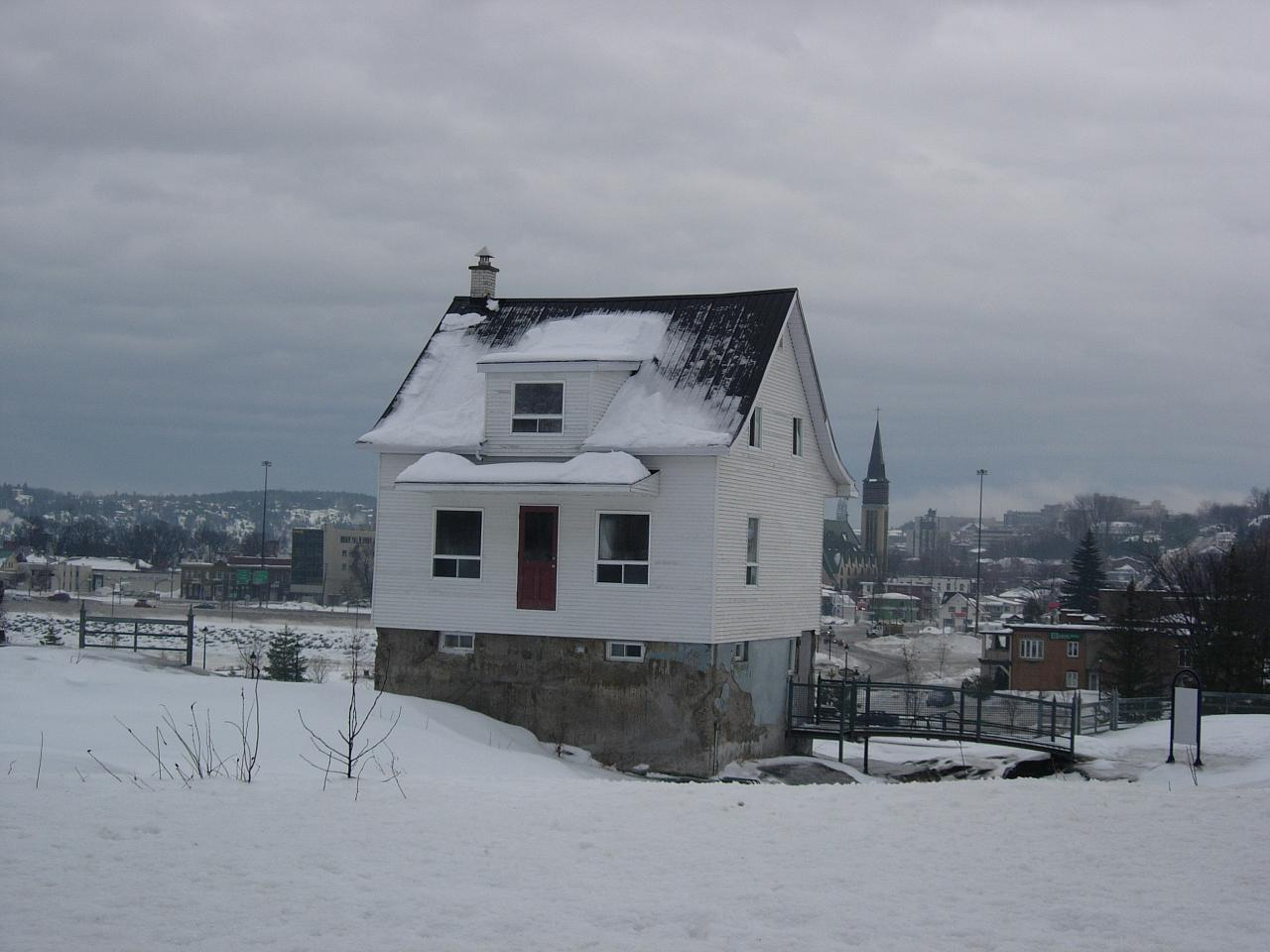
La petite maison blanche, le dernier vestige du quartier du Bassin de Chicoutimi qui a été rasé par le débordement du barrage.

Près de deux mètres d'eau ont déferlé sur les villes de Chicoutimi et La Baie (maintenant arrondissements de Ville Saguenay). Le nombre de morts fut de dix personnes (deux enfants à La Baie, 3 passagers d'un voilier au large de Tadoussac et cinq automobilistes dans la région de la Côte-Nord). Le déluge provoqua l’évacuation de 16 000 personnes. Près de 500 résidences sont détruites et les dommages matériels ont été évalués à 1,5 milliard de dollars canadiens. La rivière des Ha! Ha!, au sud de La Baie, est également sortie de son cours régulier, pour reprendre son lit d'origine tout en coupant les routes, isolant une bonne partie de la région du Bas-Saguenay et de l'arrière-pays. Ailleurs, plusieurs ponceaux ont cédé le long de la route 138 entre Tadoussac et Sept-Îles, et entre Tadoussac et Chicoutimi le long de la route 172. Quatre autres personnes ont perdu la vie dans ces régions, dont trois de la même famille. Un voilier qui tentait de rallier Tadoussac en provenance de Rivière-du-Loup s'est retrouvé désorienté dans les précipitations intenses et soudaines à l'embouchure du Saguenay, provoquant son échouement sur la Batture aux Alouettes, puis son naufrage. Trois personnes ont perdu la vie.
Le débordement de la rivière des Ha! Ha! et celui de la rivière à Mars ont détruit une grande partie de La Baie. La vague de boue a déferlé vers l'embouchure de la baie des Ha! Ha!, détruisant tout sur son passage.
La rivière Chicoutimi fut le second cours d'eau le plus touché. Le débit de la rivière passa subitement de 100 m3/s à 1 200 m3/s. Le déversement modifia le lit de la rivière et plusieurs habitations se retrouvèrent totalement entourées par la crue, qui emporta plusieurs habitations en les déracinant de leurs fondations. Les débris heurtèrent plusieurs ponts, dont celui du chemin Portage-Des-Roches de Laterrière. Plus en aval, la masse d'eau franchit le barrage de Chute-Garneau, le contourna et creusa une tranchée de 18 mètres de profondeur. Le barrage de Chute-Blanchette parvient à résister à la crue en ouvrant ses vannes au maximum (1 080 m3/s) ; elles laissèrent passer l'eau dans l'évacuateur près de la Pulperie. L'eau emprunta l'évacuateur et la centrale d'Elkem et se retrouva, à sa sortie, aux abords du musée régional. La crue dépassa la capacité de l'évacuateur et se fraya un chemin au travers de deux des anciens moulins de la pulperie de Chicoutimi. 
Arrivée en plein centre-ville, dans le quartier du Bassin, la crue contourne le barrage Chicoutimi et dévale sur le quartier (image à gauche en haut). L'image de droite montre la seule maison du quartier qui résista à l'inondation. Tous les bâtiments furent emportés sauf la petite maison blanche et l'église. La maison est devenue, plus tard, un symbole pour la région et un musée sur le déluge. Environ 6 000 riverains de la ville de Saguenay furent évacués lors de la crue, dont 4 000 à Chicoutimi et 2 000 à Laterrière.
Les rivières Saguenay et Ha! Ha! ont vu leurs sédiments fortement pollués recouverts par une nouvelle couche de sédiments. Une recherche scientifique a démontré que ce processus a eu un effet inattendu bénéfique pour l'environnement jusqu'à la reprise des rejets ou à l'érosion de la couche sédimentaire,.

## Aide à la population sinistrée
Le gouvernement provincial appliqua rapidement la Loi sur la protections des personnes et des biens en cas de sinistre et décrèta l'état d'urgence. Rapidement, le manque d'eau potable et les pannes d'électricité se firent ressentir à travers les zones touchées, sans compter les routes inutilisables, les ponts emportés par le courant, les infrastructures routières fragilisées, le manque d'espace pour loger la population évacuée, etc.
Dès les premières heures du Déluge, les municipalités touchées collaborèrent avec la sécurité civile, l'armée canadienne et la Croix-Rouge. Cette dernière mit d'ailleurs sur pied un fonds d'assistance nommé Don de la Solidarité. L'aide aux sinistrés fut organisé en cinq phases. Lors de la phase I ce sont 2,3 millions $CAN qui furent partagés entre 14 000 personnes. Un bon fut émis en fonction des besoins d'hébergement et des besoins personnels. Jusqu'à la fin juillet, ce sont 1 400 versements d'aide financière qui furent remis. Au 31 janvier 1997, au cours de la phase V, 29,2 millions $CAN avait été reçu, 12 millions $CAN ont été déboursés, 6,1 millions $CAN engagés, 8,6 millions $CAN en réserve et 2,5 millions $CAN disponibles à l'utilisation. 

### Reconstruction
Au 31 décembre 1996, l'engagement de reconstruction et d'indemnisation du gouvernement s'élevait à 220 176 517 $CAN. Une somme supplémentaire de 17,68 millions $CAN fut ajouté au 31 mars 1997, en plus de 50 millions de dollars en avril 1997 afin de relancer les entreprises et les organismes victimes du sinistre. 
En réclamation auprès des assureurs, le montant était estimé à 212 458 256 $CAN. Du côté des grandes entreprises comme Cascades, Stone-Consol, Alcan et Hydro-Québec ce montant s'élevait à 200 millions de dollars. Cinq ans après le sinistre, des citoyens poursuivaient toujours la compagnie Stone-Consol pour indemnisation. Un jugement fut rendu en 2004 en faveur des sinistrés obligeant la compagnie à verser plusieurs millions de dollars en indemnisation.

## Commission scientifique et technique

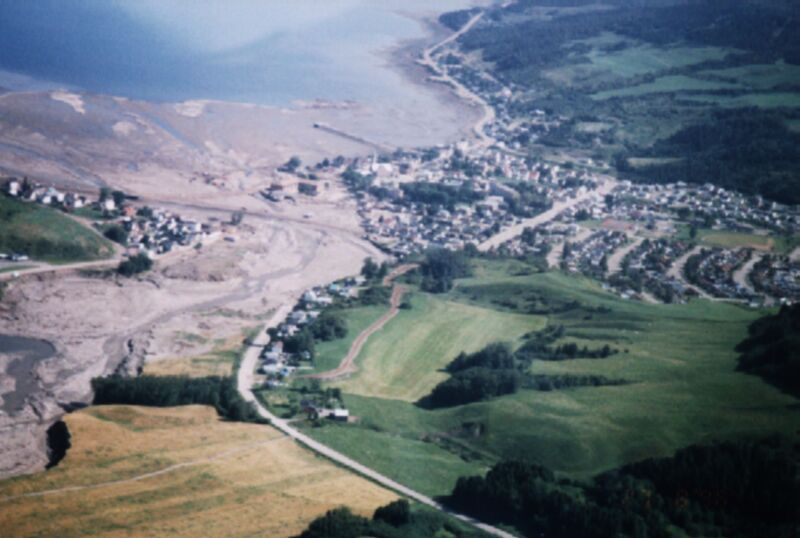
Le secteur de Grande-Baie, quelques jours après le déluge.

Il existe environ 11 000 barrages au Québec. Parmi ceux-ci, 2 200 sont considérés à forte contenance d'eau en raison de leur hauteur et du volume d'eau retenu. Le Québec a également 2 600 vestiges de barrages, ce qui nécessite un plan global en cas de situation critique.
À la suite des événements, une commission scientifique et technique, présidée par l'ingénieur Roger Nicolet, fut instituée,. Tous les intervenants sont venus témoigner : le Service météorologique du Canada (SMC) d'Environnement Canada, les propriétaires des barrages (Alcan, Hydro-Québec), les autorités gouvernementales et municipales, les experts en sinistres, les chercheurs en hydrologie (comme ceux de l'INRS-eau) ainsi que des citoyens.
La commission a, entre autres, conclu que la société québécoise devait se doter de normes plus strictes de construction et de surveillance des barrages; les barrages du Saguenay dataient en effet de plus de 50 ans et certaines des vannes des évacuateurs de crues n'étaient pas fonctionnelles. De plus, même si un avertissement météo de pluie abondante avait été émis, on n'avait pas réagi assez rapidement. Le rapport recommanda également l'aménagement du territoire des zones inondables et de celles à risque, ainsi que le respect par les municipalités de la gestion publique de ces zones.
Une autre des recommandations fut de prévoir un plan d'urgence pour chaque municipalité du Québec pour toute éventualité, pas seulement les inondations. Ces plans commençaient à être définis quand, en janvier 1998, le sud-ouest de la province a subi un verglas massif, ce qui a permis de mieux gérer la crise.
Le 30 mai 2000, la Loi sur la sécurité des barrages fut sanctionnée en réponse aux recommandations de la commission. Cette loi a pour objet d’accroître la sécurité des barrages qui y sont soumis, ainsi que celle des digues et des installations qui leur sont annexées. À cette fin, il propose une réforme du régime juridique encadrant l’établissement et l’exploitation de ces ouvrages.

## Épilogue

### Arme climatologique
Dans son roman thriller politique Verglas, le journaliste Normand Lester décrit des savants américains qui font des expériences sur des armes climatologiques depuis une trentaine d'années. Lester affirme que son roman a un fondement scientifique, à savoir que les États-Unis font réellement des expériences secrètes depuis les années 1980 afin de manipuler la météo avec des émissions de basses fréquences, afin de s'en servir comme arme de guerre.
Lester fonde ses spéculations sur les expériences HAARP pour trouver un moyen de communiquer avec Siple Station postée en Antarctique par le scientifique Paul Siple mais qui auraient permis de trouver que l'émission d'ultra basse fréquence avait une incidence sur l'ionosphère et sur la météorologie. Il mentionne également que durant l'année géophysique internationale en 1958, la communauté scientifique a découvert que des lignes magnétiques terrestres dans l'hémisphère nord aboutissaient entre le Lac Saint-Jean et le lac Mistassini et que depuis les années 1970 la défense nationale des États-Unis possède une ferme à Sainte-Hedwidge, près de Roberval, destinée, entre autres, à recevoir des émissions basses fréquences en provenance de la base Siple Station et où seraient menées des expériences conjointes avec l'université Stanford et la Defense Advanced Research Projects Agency pour développer ces armes nouvelles,.
Selon Normand Lester ces armes auraient pu avoir provoqué le déluge de Montréal en 1987, le déluge du Saguenay en 1996 et la crise du verglas en 1998. Ces affirmations sont sans fondement scientifique et les événements cités sont totalement explicables, comme démontrés dans cet article, par la météorologie :
- le Déluge du Saguenay est une tempête de pluie comme il s'en produit à chaque année mais qui a été amplifiée par de l'humidité venant du restant d'un ouragan passé le long de la côte Est, moins d'une semaine auparavant[3] ;
- le Déluge de Montréal est dû à une suite de lignes orageuses dans une situation de canicule (temps très chaud et humide), ce qui peut se produire à chaque été (voir Prévision des orages violents);
- le Verglas massif de janvier 1998 dans le Nord-Est de l'Amérique du Nord est un événement de pluie verglaçante. Ce genre de précipitations est courant dans le sud du Québec à chaque hiver. Le cas de 1998 a seulement été plus long. D'ailleurs en 1961, avant les expériences HAARP, un épisode similaire a affecté la même région et causé des dégâts importants.

En fait, l'énergie nécessaire au développement des systèmes météorologiques provient du Soleil et la quantité reçue par mètre carré est tellement énorme que toute modification de leur trajectoire implique de contrôler l'insolation sur de vastes territoires,. Ceci est techniquement impossible en utilisant des moyens ponctuels comme bombarder l'ionosphère, étant donné que des moyens nécessaires importants devraient être appliqués sur de vastes étendues.  En fait, la foudre dans un seul orage relâche beaucoup plus d'énergie que tout ce qui peut être généré par HAARP à plusieurs milliers de kilomètres de là. Ces spéculations font donc partie de la théorie des complots, comme les explications par les chemtrails quant à la modification du temps.